# Alleanze

Il logo del set

Alleanze (Alliances in inglese) è un'espansione del gioco di carte collezionabili Magic: l'Adunanza, edito da Wizards of the Coast. In vendita in tutto il mondo dal 10 giugno 1996, è il secondo set di tre del blocco di Era Glaciale, che comprende anche Era Glaciale e Ondata Glaciale.

## Caratteristiche

Il simbolo dell'espansione

Alleanze è composta da 199 carte, stampate a bordo nero, così ripartite:
- per colore: 31 bianche, 31 blu, 31 nere, 31 rosse, 31 verdi, 10 multicolori, 26 incolori, 8 terre.
- per rarità: 110 (55+55) comuni, 43 non comuni e 46 rare.

Il simbolo dell'espansione è una bandiera svolazzante, e si presenta in bianco e nero indipendente dalla rarità delle carte.
Alleanze è disponibile in bustine da 12 carte casuali.
Alleanze fu presentata in tutto il mondo durante i tornei di prerelease il 18 maggio 1996.
Le carte comuni di Alleanze sono state tutte stampate in due versioni, ognuna con una differente illustrazione. Quindi sebbene le carte dell'espansione siano in realtà 144, vengono conteggiate il doppio delle comuni, portando il numero effettivo a 199. Dopo questo set la Wizards non stampò più diverse versioni di una singola carta all'interno di una stessa espansione, con l'eccezione di tre carte rare leggendarie di Congiunzione e dei Fratelli Yamazaki di Campioni di Kamigawa.
Nessuna carta del set è stata ristampata da espansioni precedenti.

## Novità
In questo set, contrariamente a quanto avviene di solito, non sono presentate nuove abilità delle carte, vengono invece ulteriormente sviluppate le meccaniche dell'espansione precedente, come il mantenimento cumulativo, le carte multicolori e le terre innevate.